# Folquer
Folquer és una entitat de població disseminada situada al nord del terme municipal d'Artesa de Segre, a la comarca de la Noguera. Fins al 1966 havia format part del municipi d'Anya; llavors fou agregat a Artesa de Segre. Segons l'Idescat, el 2019 tenia cinc habitants.
Pel nucli hi conflueixen les carreteres que van des d'Artesa de Segre i de Ponts cap al Pallars Jussà tot travessant la Serra de Comiols. En aquest punt hi havia els hostals de Dalt i de Baix, on en el seu dia feia parada la diligència que anava d'Artesa de Segre a Tremp. Destaquen l'església de Sant Gil (abans de la Santa Creu) i la Casa Gran de Folquer, una de les masies i casa castell, més reeixides, i residència de la família Maluquer des del segle xvii fins a l'actualitat. Degut a la seva gran estructura i capacitat d'allotjament va servir com a hospital de campanya en els enfrontaments durant la guerra civil (1936-1939). Ja en la segona meitat del segle xx, fou la segona residència de l'espos d'Elvira Maluquer i Sostres, el conegut pintor Joan Hernàndez Pijuan.